# Refaktoriranje koda
Refaktoriranje kôda (eng. code refactoring) je "disciplinirana tehnika restrukturiranja postojećeg tijela kôda kojom se mijenja njegova unutarnja struktura, a da se pritom ne mijenja njegovo vanjsko ponašanje". Poduzima ju se radi poboljšavanja nekih od nefunkcijskih atributa softvera. Ovom tehnikom se u biti poboljšava kôd, jer se miče višestruki (zališni kôd) čime ga se jednostavnije održava.
Ovo se obično izvodi primjenjujući niz "refaktoriranja". Svaki taj korak je obično promjenica u izvornom kôdu računalnog programa koja ne mijenja njegove funkcijske zahtjeve. Prednosti ovog su poboljšana čitljivost i smanjena složenost čime se lakše održava izvorni kôd, a unutarnja arhitektura i objektni model postaju izražajniji, čime postaje proširiviji.
Iz aktivnosti refaktoriranja proizlaze dvije opće kategorije: održljivost sustava i protežnost.

## Vanjske poveznice
- Fakultet organizacije i informatike  Arhivirana inačica izvorne stranice od 5. ožujka 2016. (Wayback Machine) Refaktoriranje
- Fakultet elektronike i računarstva Mario Kušek: Agilne metode razvoja programa
- (eng.) c2.com Što je refaktoriranje?
- (eng.) Stranice Martina Fowlera o refaktoriranju